# میلویل (آیووا)
میلویل (به انگلیسی: Millville) یک محدوده ثبت‌نشده در شهرستان کلیتون ایالت آیووا کشور ایالات متحده آمریکا است که جمعیت آن در سرشماری سال ۲۰۱۰ میلادی، ۳۰ نفر بوده‌است.